# Warren Bondo
Warren Pierre Bondo (15. září 2003, Évry, Francie) je francouzský fotbalový záložník hrající od roku 2025 za italský Milán.

## Přestupy
- z AS Nancy do Monza zadarmo
- z Monza do Milán za 10 800 000 Euro

## Statistika

### Klubová
| Sezóna            | Klub              | Liga              | Liga   | Liga | Ligové poháry | Ligové poháry | Ligové poháry | Kontinentální poháry | Kontinentální poháry | Kontinentální poháry | Celkem | Celkem |
| Sezóna            | Klub              | Soutěž            | Zápasy | Góly | Soutěž        | Zápasy        | Góly          | Soutěž               | Zápasy               | Góly                 | Zápasy | Góly   |
| ----------------- | ----------------- | ----------------- | ------ | ---- | ------------- | ------------- | ------------- | -------------------- | -------------------- | -------------------- | ------ | ------ |
| 2020/21           | Nancy B           | 4. liga           | 6      | 1    | -             | 0             | 0             | -                    | 0                    | 0                    | 6      | 1      |
| 2021/22           | Nancy B           | 4. liga           | 5      | 0    | -             | 0             | 00            | -                    | 0                    | 0                    | 5      | 0      |
| Celkem za Nancy B | Celkem za Nancy B | Celkem za Nancy B | 162    | 27   | -             | 13            | 1             | -                    | 38                   | 1                    | 213    | 29     |
| 2020/21           | Nancy             | Ligue 2           | 13     | 1    | FP            | 1             | 0             | -                    | 0                    | 0                    | 14     | 1      |
| 2021/22           | Nancy             | Ligue 2           | 21     | 1    | FP            | 4             | 0             | -                    | 0                    | 0                    | 25     | 1      |
| Celkem za Nancy   | Celkem za Nancy   | Celkem za Nancy   | 34     | 2    | -             | 5             | 0             | -                    | 0                    | 0                    | 39     | 2      |
| 2022/23           | Monza             | Serie A           | 4      | 0    | IP            | 1             | 0             | -                    | -                    | 0                    | 5      | 0      |
| 2023              | Reggina           | Serie B           | 3      | 0    | -             | 0             | 0             | -                    | 0                    | 0                    | 3      | 0      |
| 2023/24           | Monza             | Serie A           | 25     | 1    | IP            | 0             | 0             | -                    | -                    | 0                    | 25     | 1      |
| 2024/25           | Monza             | Serie A           | 20     | 0    | IP            | 2             | 0             | -                    | 0                    | 0                    | 22     | 0      |
| Celkem za Monzu   | Celkem za Monzu   | Celkem za Monzu   | 49     | 1    | -             | 3             | 0             | -                    | 0                    | 0                    | 52     | 1      |
| 2025              | Milán             | Serie A           | 4      | 0    | IP            | 1             | 0             | -                    | 0                    | 0                    | 5      | 0      |
| Celkově           | Celkově           | Celkově           | 101    | 4    | -             | 9             | 0             | -                    | 0                    | 0                    | 110    | 4      |